# Sint-Laurentiuskerk (Kooigem)

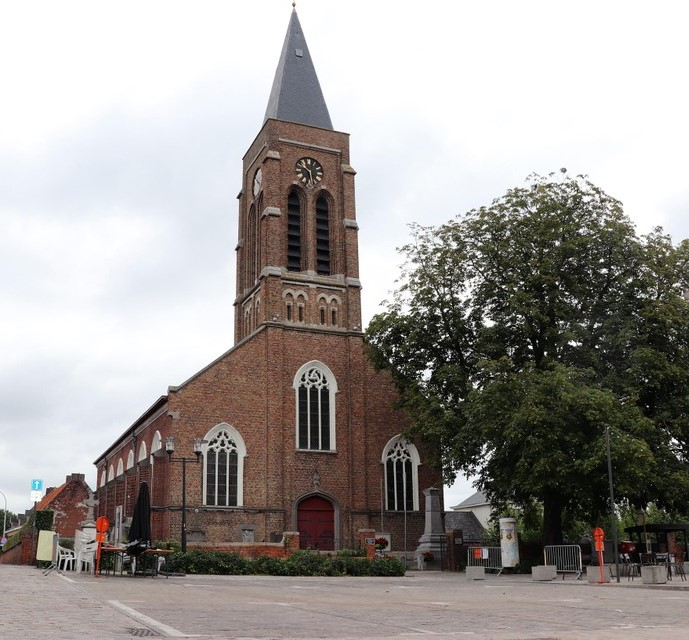
Sint-Laurentius Kerk nu

De Sint-Laurentiuskerk is de parochiekerk van de tot de West-Vlaamse gemeente Kortrijk behorende plaats Kooigem, gelegen aan de Kooigemplaats.

## Geschiedenis
Aanvankelijk was er een romaans kerkje dat omstreeks 1550 werd uitgebreid met een zuidbeuk. Deze kerk werd in 1840 afgebroken en vervangen door een neogotisch bouwwerk naar ontwerp van Camille Dehulst. In 1849 werd de nieuwe kerk in gebruik genomen. In 1876 werd de toren met één geleding verhoogd. In 1918 werd de toren door de zich terugtrekkende Duitsers opgeblazen, waarbij ook het kerkgebouw beschadigd raakte. In 1920 werd de toren, in iets gewijzigde vorm, herbouwd en de overige schade hersteld.

## Gebouw
Het betreft een georiënteerd neogotisch driebeukig bakstenen bouwwerk met ingebouwde westtoren en driezijdig afgesloten koor.

## Afbeeldingen uit de Geschiedenis

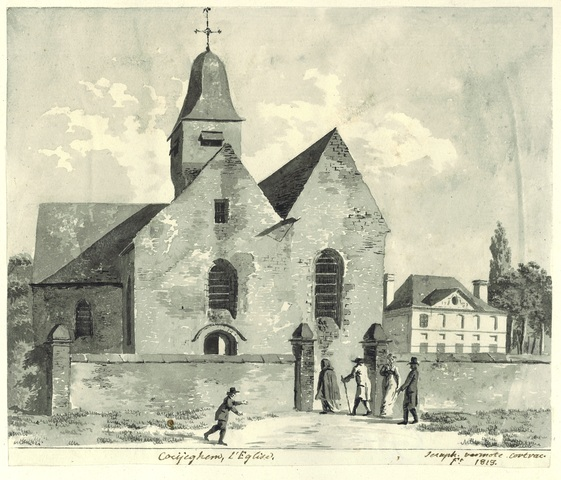
Sint-Laurentius Kerk voor 1840
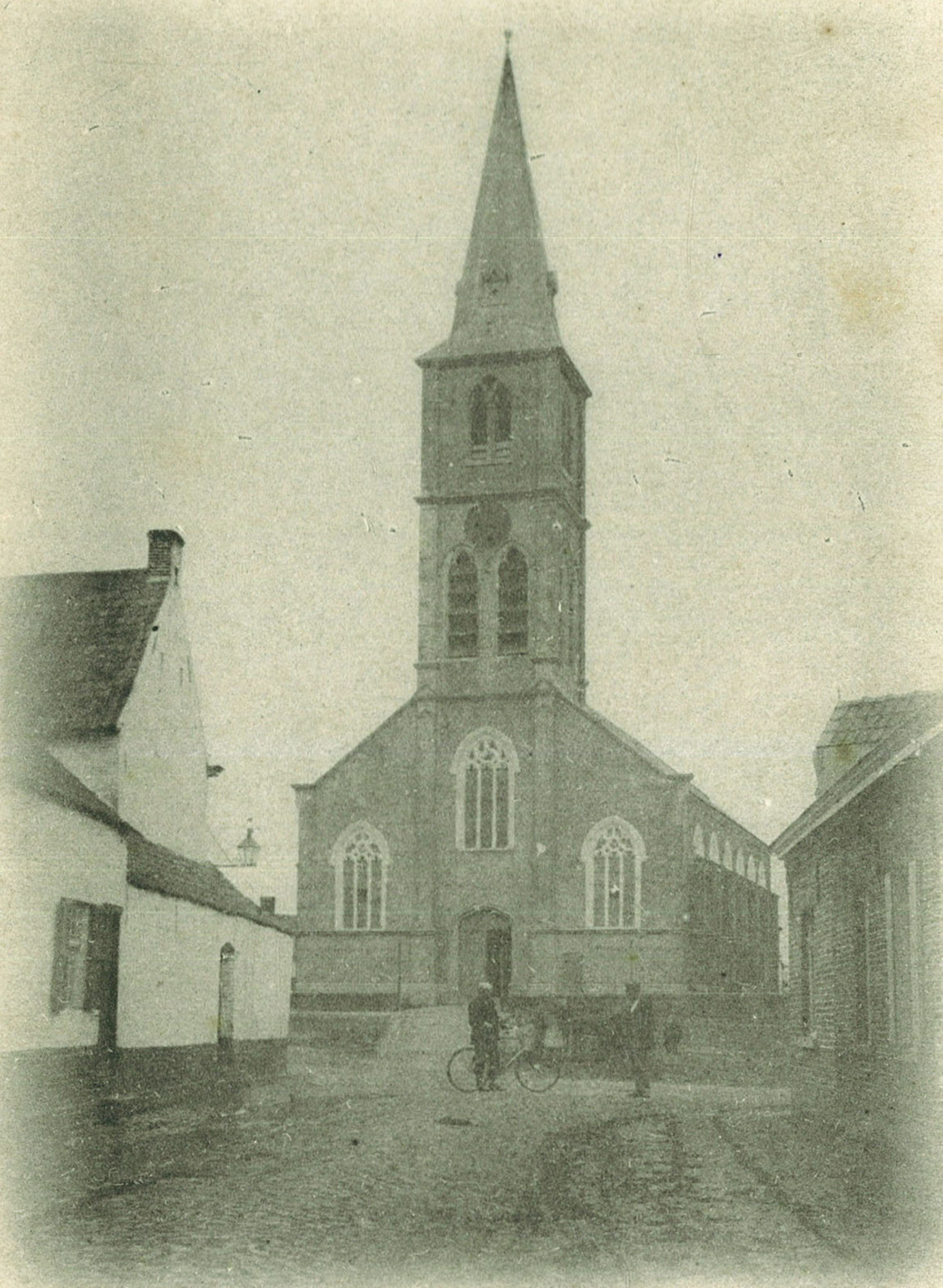
Sint-Laurentius Kerk tussen 1849 en WOI
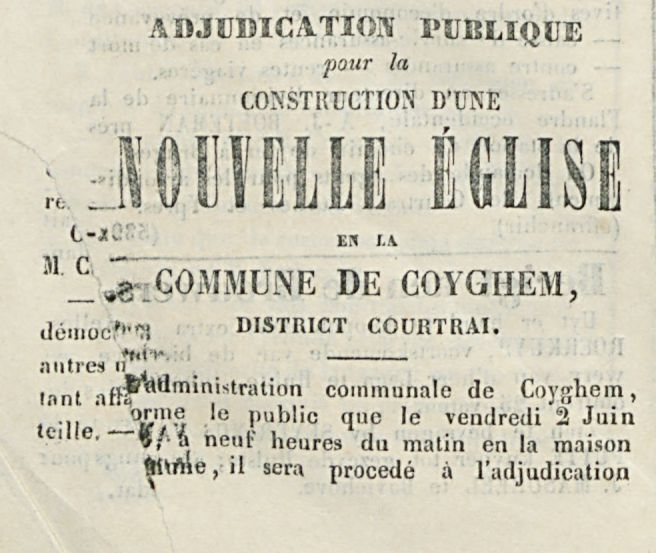
Artikel uit L'echo over de constructie van de Sint-Laurentiuskerk uit 1848.